# Glaucopsyche
Genre
Glaucopsyche est un genre holarctique de lépidoptères (papillons) de la famille des Lycaenidae et de la sous-famille des Polyommatinae.

## Systématique
Le genre Glaucopsyche a été décrit par l'entomologiste américain Samuel Hubbard Scudder en 1872. Son espèce type est Polyommatus lygdamus Doubleday, 1841.

## Liste des espèces et distributions géographiques
Ce genre regroupe une quinzaine d'espèces, originaires des écozones paléarctique et néarctique :
- Glaucopsyche alexis (Poda, 1761) — l'Azuré des cytises — en Eurasie tempérée et au Maghreb.
- Glaucopsyche hazeri Karbalaye & Harandi, 2007 — en Iran.
- Glaucopsyche aeruginosa (Staudinger, 1881) — en Chine.
- Glaucopsyche melanops (Boisduval, 1929) — l'Azuré de la badasse — dans le Sud-Ouest de l'Europe et au Maghreb.
- Glaucopsyche paphos Chapman, 1920 — à Chypre.
- Glaucopsyche charybdis (Staudinger, 1886) — en Asie centrale.
- Glaucopsyche piasus (Boisduval, 1852) — dans l'Ouest de l'Amérique du Nord.
- Glaucopsyche lygdamus (Doubleday, 1841) — en Amérique du Nord.
- Glaucopsyche xerces (Boisduval, 1852) — en Californie — espèce éteinte, souvent considérée comme une sous-espèce de G. lygdamus.
- Glaucopsyche kurnakovi (Kurentzov, 1970) — en Extrême-Orient russe — parfois considérée comme une sous-espèce de G. lygdamus.
- Glaucopsyche laetifica (Püngeler, 1898) — au Kazakhstan et en Iran.
- Glaucopsyche seminigra Howarth & Povolný, 1976 — en Iran et en Afghanistan.
- Glaucopsyche lycormas (Butler, 1866) — en Extrême-Orient.
- Glaucopsyche argali (Elwes, 1899) — en Asie centrale.
- Glaucopsyche astraea (Freyer, [1851]) — en Asie Mineure et au Kurdistan.

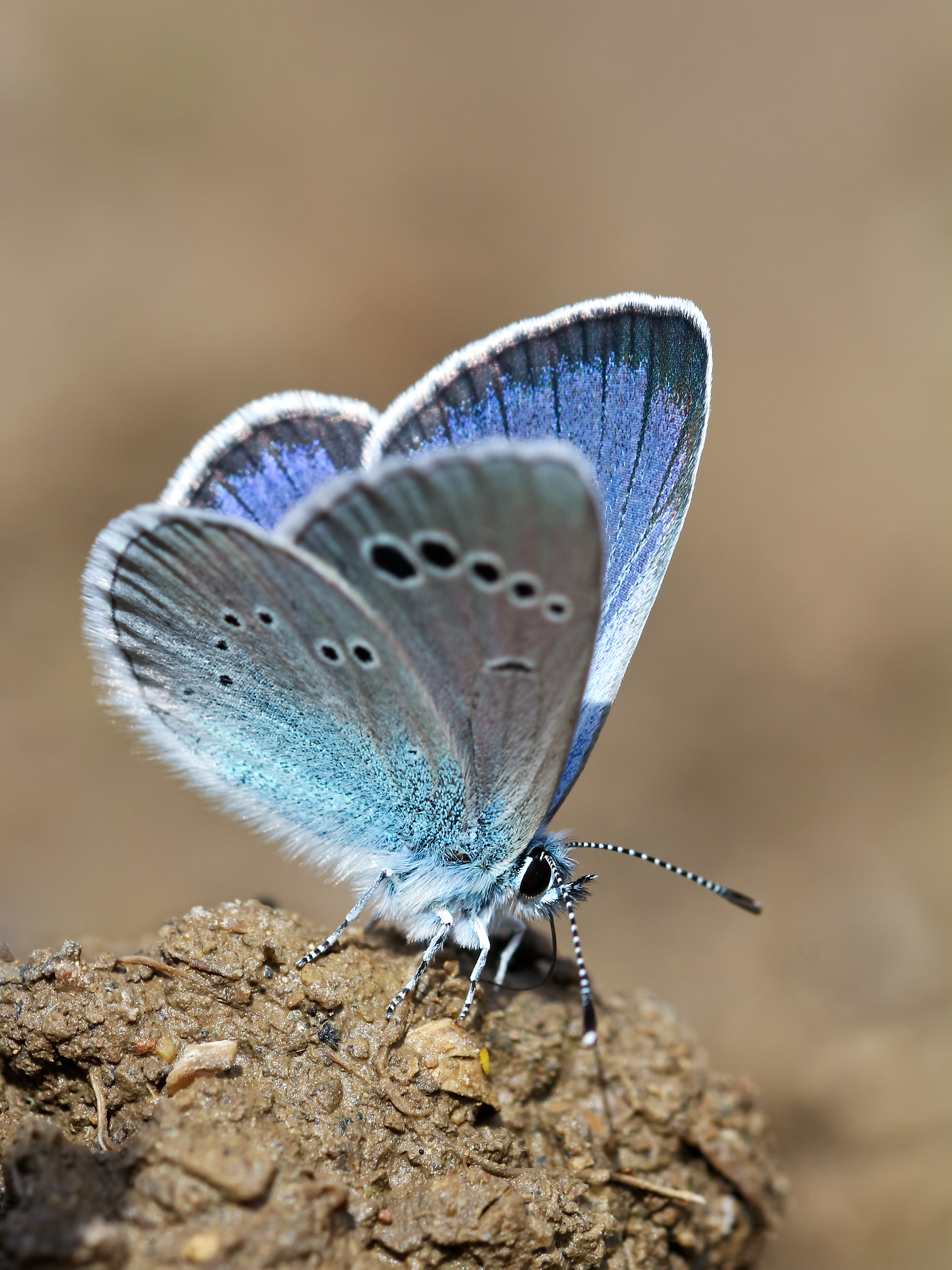
Glaucopsyche alexis
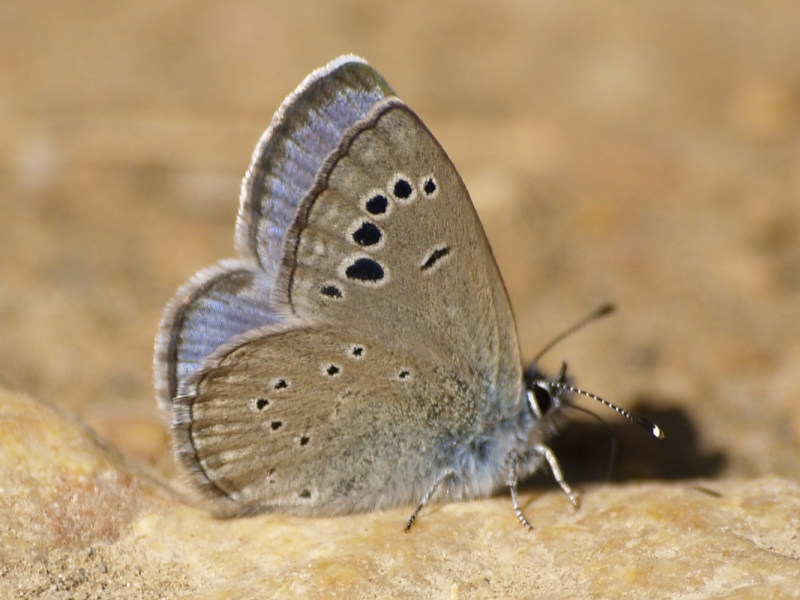
Glaucopsyche melanops
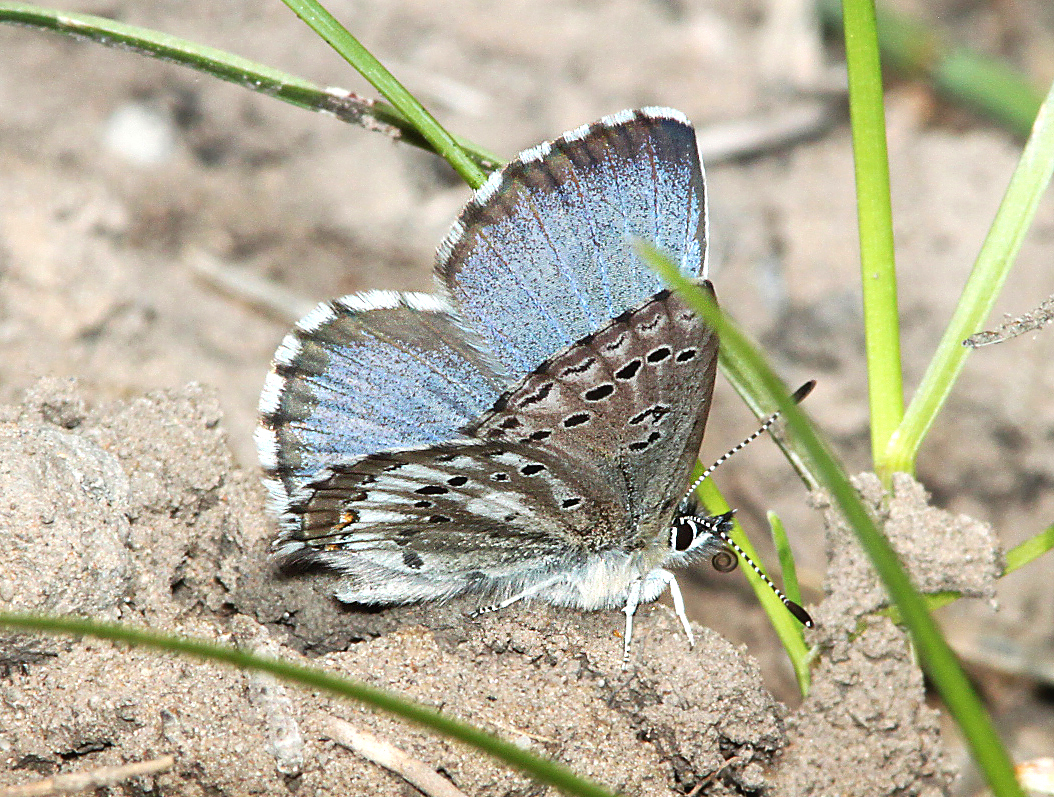
Glaucopsyche piasus
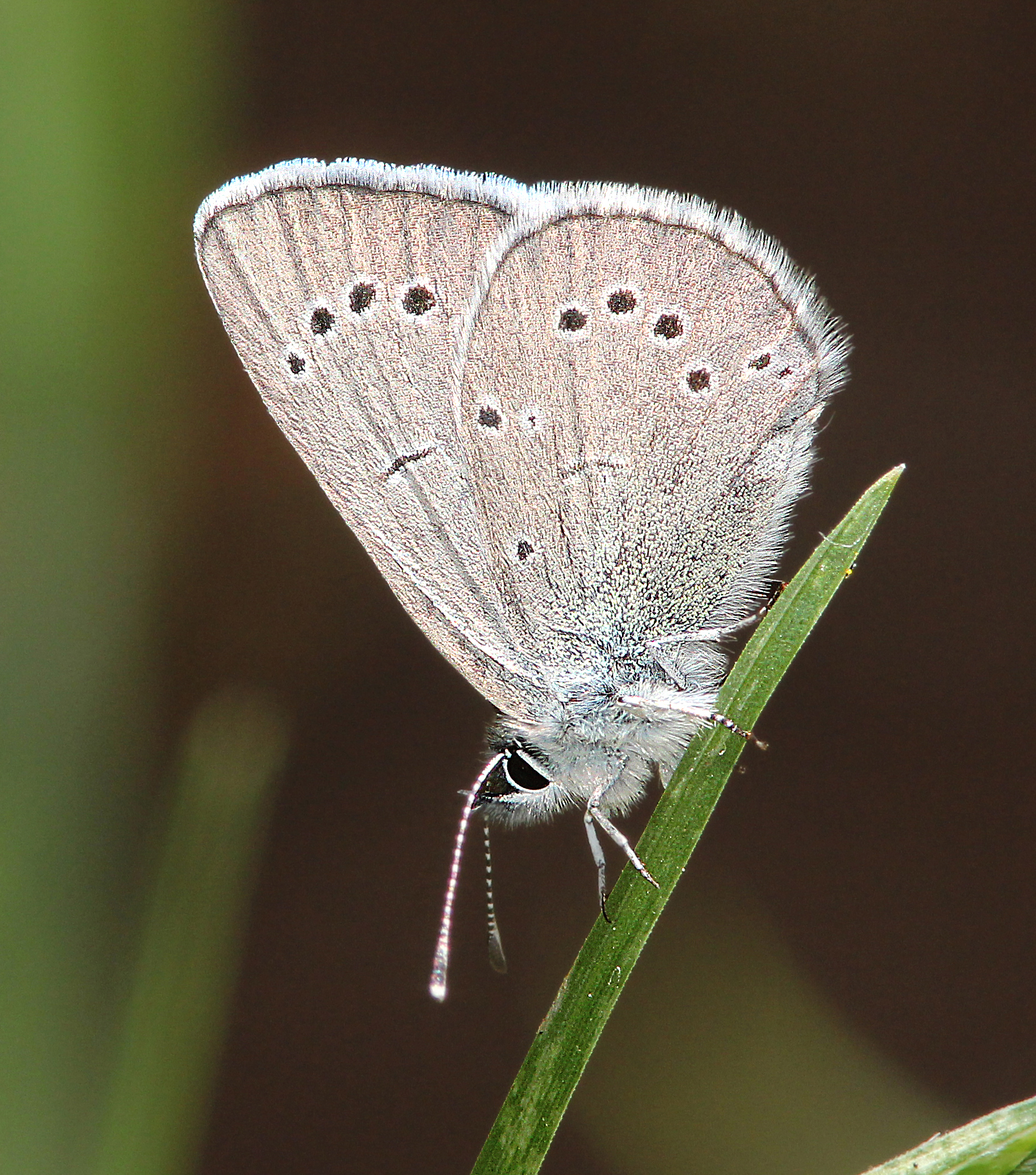
Glaucopsyche lygdamus
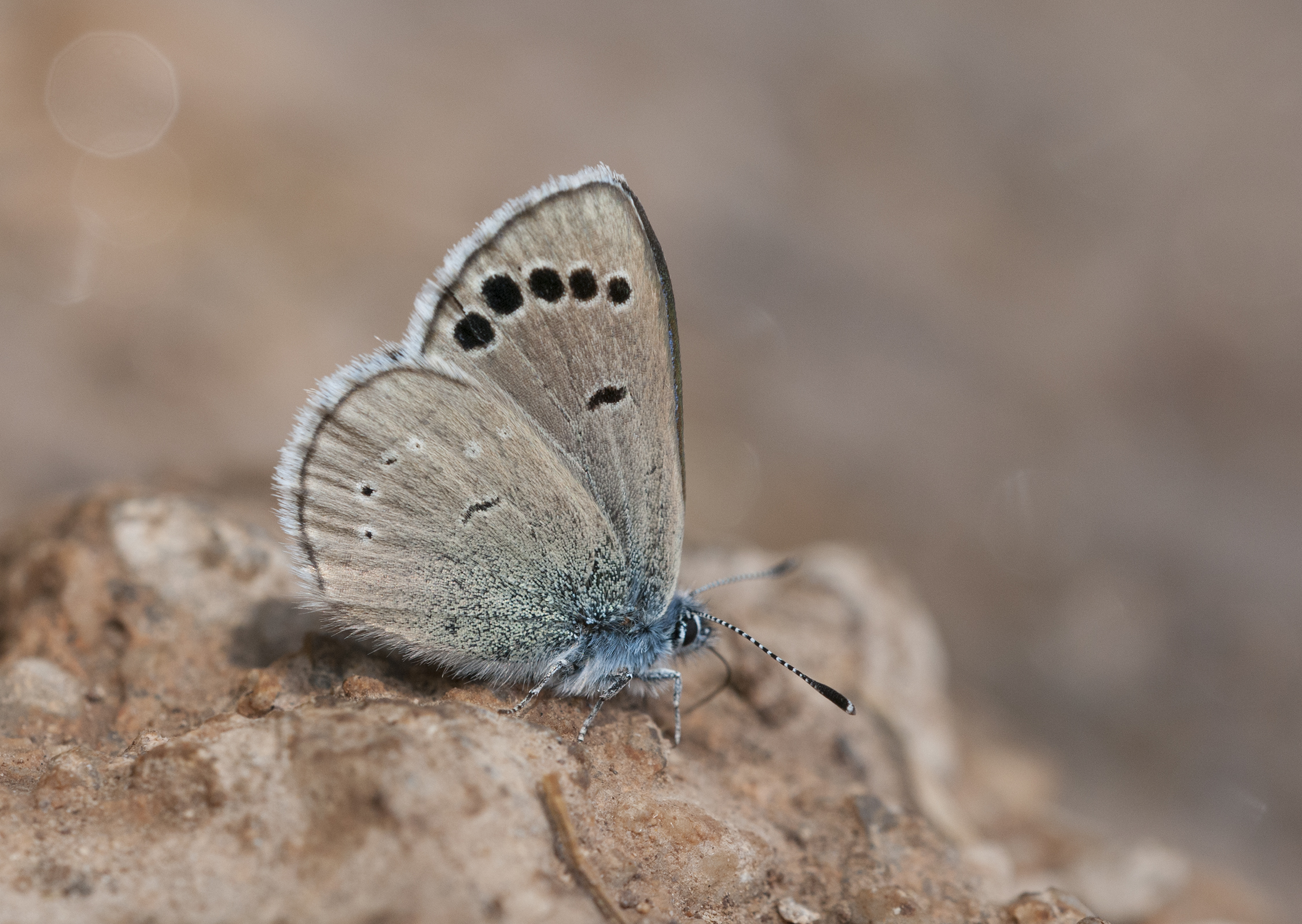
Glaucopsyche astraea